# 니노 맘프레디
니노 맘프레디(Nino Manfredi, 1921년 3월 22일 ~ 2004년 6월 4일)는 이탈리아의 배우이다.

## 출연 작품
- 엔드 오브 미스테리 (2003)
- 문 샤도우 (1995)
- 나는 삐까리 (1988)
- 파파레의 이름 (1977)
- 추하고 더럽고 미천한 (1976)
- 브래드 앤드 초콜릿 (1974)
- 호의 (1971)
- 로마 베네 (1971)
- 레츠 해브 어 라이어트 (1970)
- 더 콘스프리에이터스 (1969)
- 아버지 (1967)
- 로자는 바람둥이 (1967)
- 산 젠나로의 작전 (1966)
- 미, 미, 미... 앤 디 아더스 (1966)
- 컴플렉시스 (1965)
- 아이 뉴 허 웰 (1965)
- 카운터섹스 (1964)
- 엘 버두고 (1963)
- 집행자 (1963)
- 디 어드벤쳐 오브 어 솔져 (1962)
- 로링 이어스 (1962)
- 피아스코 밀란 (1959)
- 산타 키아라의 수도원 (1949)